# Evangelion (album)
Pour les articles homonymes, voir Evangelion (homonymie).
Albums de Behemoth
Ezkaton
(2008) The Satanist
(2014)
Evangelion est le neuvième album studio en date du groupe de black metal polonais Behemoth.
Le nom de l'album "Evangelion" fait référence aux "Bonnes Nouvelles" (evengelium (lat); evengelion (gr); aussi traduit gospel), le message de Jésus dans le Christianisme.
La pochette de l'album représente la Grande Prostituée, une des figures mentionnée dans l'Apocalypse de Jean dans la Bible.
L'édition limitée Digipack de l'album contient un DVD bonus incluant un documentaire sur la production et l'enregistrement de l'album.
Le groupe a fait appel à Daniel Bergstrand (Meshuggah, In Flames, Dark Funeral) pour la production de la batterie. Daniel Bergstrand a utilisé plusieurs techniques peu conventionnelles — une grande pièce pour la batterie pour créer une ambiance et 22 canaux d'enregistrements pour un son plus "organique et naturel".

## Ventes de l'album
| Pays       | Meilleure position |
| ---------- | ------------------ |
| Pologne    | 1                  |
| Finlande   | 17                 |
| Autriche   | 45                 |
| États-Unis | 56                 |
| Allemagne  | 59                 |
| Suisse     | 88                 |
| France     | 111                |

8.500 copies ont été vendues pour la première semaine de sortie de l'album aux États-Unis, ce qui a hissé l'album à la 56e place du classement Billboard 200.
L'album s'est classé no 1 des ventes en Pologne durant 4 semaines consécutives, devant Michael Jackson, entre autres.

## Composition du groupe
- Nergal (Adam Darski) - chant, guitare
- Orion (Tomasz Wróblewski) - basse
- Inferno (Zbigniew Robert Prominski) - batterie
- Seth (Patryk Dominik Sztyber) - session guitare

## Liste des titres
| No  | Titre                                                                  | Durée |
| --- | ---------------------------------------------------------------------- | ----- |
| 1.  | Daimonos                                                               | 5:16  |
| 2.  | Shemhamforash                                                          | 3:56  |
| 3.  | Ov Fire And The Void                                                   | 4:28  |
| 4.  | Transmigrating Beyond Realms Ov Amenti                                 | 3:28  |
| 5.  | He Who Breeds Pestilence                                               | 5:41  |
| 6.  | The Seed Ov I                                                          | 4:58  |
| 7.  | Alas, Lord Is Upon Me                                                  | 3:16  |
| 8.  | Defiling Morality Ov Black God                                         | 2:50  |
| 9.  | Lucifer                                                                | 8:07  |
| 10. | Total Invasion (reprise de Killing Joke, bonus de l'édition japonaise) |       |